# ハマースタイン・ボールルーム
ハマースタイン・ボールルーム（Hammerstein Ballroom）は、ニューヨーク・マンハッタン34丁目のマンハッタン・センター内にある多目的ホールである。コンサート、スポーツなど各種イベントに利用されている。

## 概要
1906年に、オスカー・ハマースタイン1世が自身で組織したマンハッタン・オペラ・カンパニーの本拠地として設立したものが前身となっていて、当初はマンハッタン・オペラ・ハウスという名称だった。1997年に現在の名称となり、同時に大規模な改修が行われた。
コンサートのほか、プロレスやボクシングなどのスポーツの興行、ファッションショー、授賞式、プレスカンファレンス、テレビ番組収録など多様な用途に対応している。客席は2層構造で、収容人数はスタンディングのコンサート会場として使用した場合3,500人、レセプション会場や劇場として使用した場合2,200人となる。2つのメイン・バルコニーは合わせて1,200席、その他ゲスト用の6つのバルコニーがある。バルコニーは後列からも見えるようにゆるやかに傾斜している。華やかな外観と優秀なアコースティック・デザインでも知られる。

## 主なイベント
- 1997年、ブライアン・アダムスがMTVアンプラグドに出演。公演の模様が「MTV Unplugged」として後にCD・DVD化された。
- 1998年、パティ・ラベルがルーサー・ヴァンドロスとマライア・キャリーをスペシャルゲストに招いたライヴを開催。「Live! One Night Only」と題してDVD化され、グラミー賞を受賞した。
- 2002年、KoЯnがUntouchablesツアーのNY公演を開催、この模様が「Live」としてDVD化された。
- 2004年、ピクシーズが再結成ツアーの一環として前例のない8夜連続ソールドアウト公演を敢行した。
- 2005年と2006年の2回、ECWが「ECW One Night Stand」を開催。
- 2009年、オール・タイム・ロウが開催したライヴの模様が翌年「Straight to DVD」としてDVD化。
- 2011年、サーティー・セカンズ・トゥ・マーズがギネス記録となる全300公演ツアーのファイナル公演“MARS 300”を開催。
- 2013年、スウェディッシュ・ハウス・マフィアがハリケーン・サンディの被災地救済のためのチャリティーライヴを開催、売上を全額寄付した。
- 2013年、ソニーが「PlayStation Meeting 2013」を開催し、PlayStation 4の正式発表を行った。
- 2014年、初音ミクが「MIKU EXPO 2014 IN NYC」を開催。
- 2014年、BABYMETALが「BABYMETAL BACK TO THE USA/UK TOUR 2014」を開催。
- 2014年、Perfumeが「Perfume WORLD TOUR 3rd」を開催。
- 2019年、新日本プロレスが「FIGHTING SPIRIT UNLEASHED」を開催。

## アクセス
「ペン・ステーション（ペンシルヴェニア駅）」より徒歩3分。ニューヨーク市地下鉄IND8番街線の「34丁目-ペン・ステーション駅」（  系統）徒歩1分、IRTブロードウェイ-7番街線の「34丁目-ペン・ステーション駅（  系統）から徒歩6分。